# Абадия Сан Салваторе
Абадѝя Сан Салвато̀ре (на италиански: Abbadia San Salvatore) е градче и община в централна Италия, провинция Сиена, регион Тоскана. Разположено е на 822 m надморска височина. Населението на общината е 5997 души (1 януари 2023).